# Echinomuricea ramosa
Echinomuricea ramosa is een zachte koraalsoort uit de familie Plexauridae. De koraalsoort komt uit het geslacht Echinomuricea. Echinomuricea ramosa werd in 1972 voor het eerst wetenschappelijk beschreven door Tixier-Durivault. 